# Communauté de communes Porte de Maurienne
La communauté de communes Porte de Maurienne   est une communauté de communes française, située dans le département de la Savoie et la région Auvergne-Rhône-Alpes.

## Historique
La communauté de communes Porte de Maurienne a été créée par un arrêté préfectoral du 22 décembre 1997. 
La commune d'Épierre a intégré la communauté de communes le 1er janvier 2014 par arrêté préfectoral du 7 mai 2013.
À la suite de la création de la commune nouvelle de Val-d'Arc le 1er janvier 2019, qui fusionne les anciennes communes d'Aiguebelle et de Randens, le nombre de communes associées est réduit de 12 à 11.

## Territoire communautaire

### Géographie
La communauté de communes se situe au centre du département de la Savoie à la confluence entre l'Isère et l'Arc à Aiton, au carrefour des vallées de la Maurienne et de la Tarentaise et de la combe de Savoie. Son altitude varie entre 286 mètres à Aiton et 2 746 mètres sur la commune de Épierre.

### Composition
En 2024, la communauté de communes est composée des 11 communes suivantes :

| Nom                        | Code Insee | Gentilé        | Superficie (km2) | Population (dernière pop. légale) | Densité (hab./km2) |
| -------------------------- | ---------- | -------------- | ---------------- | --------------------------------- | ------------------ |
| Val-d'Arc (siège)          | 73212      |                | 14,21            | 2 009 (2022)                      | 141                |
| Aiton                      | 73007      | Aitonins       | 16,29            | 1 811 (2022)                      | 111                |
| Argentine                  | 73019      | Argentins      | 28,03            | 952 (2022)                        | 34                 |
| Bonvillaret                | 73049      | Bollarettes    | 8,88             | 144 (2022)                        | 16                 |
| Épierre                    | 73109      | Épierrains     | 19,36            | 762 (2022)                        | 39                 |
| Montgilbert                | 73168      | Montgilbertins | 9,53             | 115 (2022)                        | 12                 |
| Montsapey                  | 73175      | Saperins       | 26,36            | 83 (2022)                         | 3,1                |
| Saint-Alban-d'Hurtières    | 73220      | Arbarins       | 19,4             | 387 (2022)                        | 20                 |
| Saint-Georges-d'Hurtières  | 73237      | Georgiens      | 11,85            | 409 (2022)                        | 35                 |
| Saint-Léger                | 73252      | Lagerains      | 11,06            | 256 (2022)                        | 23                 |
| Saint-Pierre-de-Belleville | 73272      | Corbierains    | 7,46             | 176 (2022)                        | 24                 |

### Démographie
| 1968  | 1975  | 1982  | 1990  | 1999  | 2009  | 2014  | 2020  |
| ----- | ----- | ----- | ----- | ----- | ----- | ----- | ----- |
| 5 087 | 4 755 | 4 718 | 4 307 | 4 966 | 6 747 | 6 812 | 6 923 |

## Organisation

### siège
Le siège de la communauté de communes est situé à Val-d'Arc, Grande rue à Aiguebelle.

### Élus
La communauté de communes est administrée par son conseil communautaire, composé pour la mandature 2020-2026 de 27 conseillers municipaux issus de chacune des  communes membres et répartis en fonction de leur population de la manière suivante : 

- 8 délégués pour Val-d'Arc ;

- 6 délégués pour Aiton ;

- 3 délégués pour Argentine et Épierre ; 

- 1 délégué ou son suppléant pour les autres communes.

Au terme des élections municipales de 2020 en Savoie, le conseil communautaire renouvelé a réélu en juillet 2020 son président, Hervé Genon, maire délégué d'Aiguebelle (commune de Val-d'Arc) et désigné ses cinq vice-présidents, qui sont, en 2024 : 
1. Patrick Gadroy-Legenvre, maire-adjoint de Saint-Alban-d’Hurtières ;
2. Jean-Paul Buet, maire de Montgilbert ;
3. Patrick Reffet, conseiller municipal d'Argentine ;
4. Jacky Demonnaz, maire de  de Bonvillaret ;
5. Jean-Michel Augem, conseiller municipal d'Épierre.

### Liste des présidents
| Période                                  | Période  | Identité    | Étiquette | Qualité |
| ---------------------------------------- | -------- | ----------- | --------- | --- |
| Les données manquantes sont à compléter. |          |             |           | |
|                                          |          |             |           | |
| avant 2013                               | En cours | Hervé Genon | DVG       | Maire (1995 → 2018) puis maire délégué (2019 → 2023) d'Aiguebelle Maire de Val-d'Arc (2023 → ) Réélu pour le mandat 2020-2026 |

### Compétences
L'intercommunalité exerce les compétences que les communes membres lui ont transférées dans les conditions déterminées par le code général des collectivités territoriales

### Régime fiscal et budget
La communauté de communes est un établissement public de coopération intercommunale à fiscalité propre.
Afin de financer l'exercice de ses compétences, l'intercommunalité perçoit la fiscalité professionnelle unique (FPU) – qui a succédé à la taxe professionnelle unique (TPU) – et assure une péréquation de ressources entre les communes résidentielles et celles dotées de zones d'activité.
La communauté de communes bénéficie d'une bonification de la dotation globale de fonctionnement (DGF) et perçoit une taxe d'enlèvement des ordures ménagères (TEOM), qui finance le fonctionnement de ce service public.
Elle ne reverse pas de dotation de solidarité communautaire (DSC) à ses communes membres.

### Identité visuelle
| Logotype de la Communauté de communes Porte de Maurienne. | la Communauté de communes Porte de Maurienne s’est dotée d’un logotype. |

## Projets et réalisations
Conformément aux dispositions légales, une communauté de communes a pour objet d'associer des « communes au sein d'un espace de solidarité, en vue de l'élaboration d'un projet commun de développement et d'aménagement de l'espace ».